# Unedogemmula unedo
Unedogemmula unedo is een slakkensoort uit de familie van de Turridae. De wetenschappelijke naam van de soort is voor het eerst geldig gepubliceerd in 1839 door Kiener.